# Pyrgulina buriti
Pyrgulina buriti is een slakkensoort uit de familie van de Pyramidellidae. De wetenschappelijke naam van de soort is voor het eerst geldig gepubliceerd in 1961 door Saurin.